# Mycomya peruviana
Mycomya peruviana är en tvåvingeart som beskrevs av Edwards 1931. Mycomya peruviana ingår i släktet Mycomya och familjen svampmyggor.
Artens utbredningsområde är Peru. Inga underarter finns listade i Catalogue of Life.